# Eperjesi járás

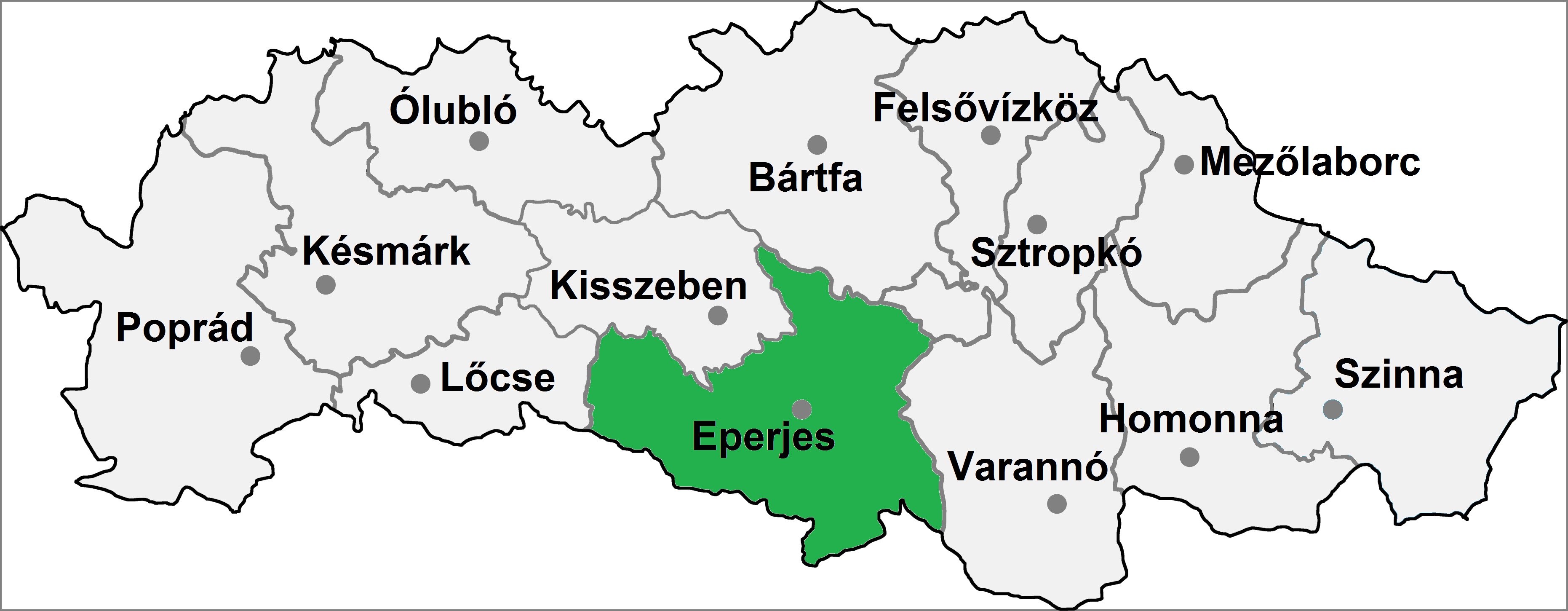
Az Epejesi járás

Az Eperjesi járás (Okres Prešov) Szlovákia Eperjesi kerületének közigazgatási egysége. Területe 934 km², lakosainak száma 169 423 (2011), székhelye Eperjes (Prešov). A járás területe teljes egészében az egykori Sáros vármegye területe volt.

## Mezőgazdasága
- Szlovákia egyik legjelentősebb burgonyatermesztő vidéke, az 1980-as években 3600 hektáron termesztettek burgonyát.

## Népessége
| Év:            | 1994.   | 2004.   | 2014.   | 2024.   |
| -------------- | ------- | ------- | ------- | ------- |
| Emberek száma: | 156 452 | 163 743 | 171 778 | 175 447 |
| Eltérés:       |         | +4,66 % | +4,90 % | +2,13 % |

| Év:            | 2023.   | 2024.   |
| -------------- | ------- | ------- |
| Emberek száma: | 174 741 | 175 447 |
| Eltérés:       |         | +0,40 % |

## Az Eperjesi járás települései
- Ábrány (Abranovce)
- Ádámfölde (Mošurov)
- Andrásvágás (Ondrašovce)
- Aranybánya (Zlatá Baňa)
- Ásgút (Podhorany)
- Bajor (Bajerov)
- Berki (Rokycany)
- Bertót (Bertotovce)
- Berzenke (Bzenov)
- Boroszló (Brestov)
- Cselfalva (Čelovce)
- Delnekakasfalva (Kokošovce)
- Deméte (Demjata)
- Eperjes (Prešov)
- Eperjesenyicke (Haniska)
- Erdőcske (Lesíček)
- Felsősebes (Vyšná Šebastová)
- Finta (Fintice)
- Frics (Fričovce)
- Fulyán (Fulianka)
- Gellért (Geraltov)
- Gergelylaka (Gregorovce)
- Harapkó (Hrabkov)
- Harság (Záborské)
- Hedri (Hendrichovce)
- Hüvész (Lúčina)
- Istvánvágás (Štefanovce)
- Jakabvágása (Chminianske Jakubovany)
- Janó (Janov)
- Jánoska (Janovík)
- Kacsány (Kvačany)
- Kajáta (Kojatice)
- Kapi (Kapušany)
- Kapinémetfalu (Nemcovce)
- Kapivágása (Šarišská Poruba)
- Kelembér (Klenov)
- Kellemes (Ľubotice)
- Kende (Kendice)
- Kiskökény (Trnkov)
- Kiskörösfő (Okružná)
- Kissáros (Malý Šariš)
- Kisszilva (Malý Slivník)
- Kisvitéz (Ovčie)
- Komlóskeresztes (Chmeľov)
- Láda (Lada)
- Lászka (Lažany)
- Lemes (Lemešany)
- Licsérd (Ličartovce)
- Lipnikpuszta (Lipníky)
- Lubóc (Ľubovec)
- Megye (Medzany)
- Mérk (Mirkovce)
- Miklósvágása (Miklušovce)
- Monyhád (Chmiňany)
- Nádfő (Šarišská Trstená)
- Nagysáros (Veľký Šariš)
- Nagyszilva (Veľký Slivník)
- Nagyvitéz (Víťaz)
- Porócs (Proč)
- Pósfalva (Pušovce)
- Radácsszentimre (Radatice)
- Sárosberettő (Bretejovce)
- Sárosbogdány (Šarišské Bohdanovce)
- Sárosbuják (Brežany)
- Sárosizsép (Žipov)
- Sebesváralja (Podhradík)
- Senyék (Seniakovce)
- Singlér (Šindliar)
- Siroka (Široké)
- Somos (Drienov)
- Somosújfalu (Drienovská Nová Ves)
- Sósgyülvész (Dulova Ves)
- Sósújfalu (Ruská Nová Ves)
- Szárazvölgy (Suchá Dolina)
- Szedikert (Záhradné)
- Szedlice (Sedlice)
- Szentkereszt (Križovany)
- Szinye (Svinia)
- Szinyelipóc (Lipovce)
- Szinyeújfalu (Chminianska Nová Ves)
- Sztankahermány (Hermanovce)
- Tapolykomlós (Chmeľovec)
- Tarcaszentpéter (Petrovany)
- Terjékfalva (Teriakovce)
- Ternye (Terňa)
- Töltszék (Tulčík)
- Turina (Tuhrina)
- Vargony (Varhaňovce)
- Vörösvágás (Červenica)
- Zsegnye (Žehňa)
- Zsebefalva (Župčany)